# Wolfgang Köpke

Wolfgang Köpke (2006)

Wolfgang Köpke (* 21. September 1953 in Oldenburg in Holstein) ist Generalmajor a. D. des Heeres der Bundeswehr und war seit dem 13. November 2014 bis Oktober 2016 Amtschef des Amtes für Heeresentwicklung.

## Militärische Laufbahn

### Ausbildung und erste Verwendungen
Köpke trat 1973 nach seinem Abitur in den Dienst der Bundeswehr beim Flugabwehrbataillon 6 in Lütjenburg, einem Truppenteil der Heeresflugabwehrtruppe, als Reserveoffizieranwärter ein, 1974 wurde er schließlich Offizieranwärter.
Nach Abschluss der Offizierausbildung wurde er 1975 zum Leutnant ernannt und im Flugabwehrbataillon 6 zunächst als Zugführeroffizier, später als S2-Offizier (Leiter Stabsabteilung S2) und zuletzt als Batteriechef eingesetzt. In diesem Verband, der zum Flugabwehrregiment 6 umgegliedert wurde, diente er bis 1985. Im Jahr 1978 wurde er zum Oberleutnant und 1981 zum Hauptmann ernannt.

### Generalstabsausbildung und Dienst als Stabsoffizier
Von 1985 bis 1987 absolvierte Köpke den 28. Generalstabslehrgang des Heeres an der Führungsakademie der Bundeswehr in Hamburg. Nach diesem Lehrgang verblieb Köpke an der Führungsakademie und wurde dort als Planungsstabsoffizier eingesetzt. 1989 erfolgte die Versetzung nach Kiel, wo er Dezernatsleiter Verkehrsführung/Verkehrsstabsoffizier im Territorialkommando Schleswig-Holstein/Deutscher Bevollmächtigter im Bereich AFNORTH wurde. Im gleichen Jahr wurde er zum Major befördert. Anschließend wechselte er 1990 als G3-Stabsoffizier zur Panzerbrigade 18 im schleswig-holsteinischen Neumünster, ein Jahr später, ebenfalls als G3-Stabsoffizier, wurde Köpke zur in Schwerin stationierten Heimatschutzbrigade 40 versetzt. 1991 wurde er auch zum Oberstleutnant befördert.
1992 übernahm er das Panzerflugabwehrkanonenbataillon 12 in Hardheim als Kommandeur und führte es bis zu seiner Versetzung zum Bundesministerium der Verteidigung (BMVg) im Jahr 1994. Während seiner Verwendung als Bataillonskommandeur entstand die Freundschaft zu Robert P. Lennox Deputy Chief of Staff G8 United States Army, damals Kommandeur eines amerikanischen Flugabwehrbataillons in der Nähe Würzburgs. Im BMVg diente Köpke als Referent in zwei Verwendungen, zum einen im Referat für Zentrale Aufgaben im Führungsstab des Heeres (FüH), zum anderen als persönlicher Referent des Staatssekretärs Dr. Peter Wichert. 1998 wurde er erneut Kommandeur, diesmal vom gemischten Flugabwehrregiment 2 in Fuldatal. Ebenfalls 1998 erfolgte die Ernennung zum Oberst. Im Jahr 2000 wechselte Köpke in den Stab des Wehrbereichskommando V/10. Panzerdivision nach Sigmaringen, wo er den Dienstposten des Abteilungsleiters G1 übernahm. Bereits 2001 folgte eine weitere Verwendung im Bundesministerium der Verteidigung als Referatsleiter I 7 im Führungsstab des Heeres.

### Generalsverwendungen
Im Jahr 2002 kehrte Köpke nach Fuldatal zurück, wo er der erste Kommandeur der neu aufgestellten Flugabwehrbrigade 100 wurde. Die Ernennung zum Brigadegeneral erhielt er 2004. Im gleichen Jahr ging er in den Auslandseinsatz nach Bosnien und Herzegowina als Chef des Stabes HQ SFOR und Kommandeur des 9. deutschen Einsatzkontingentes SFOR in Sarajevo und Butmir. Dort diente er anfangs unter dem amerikanischen Kommandeur der Stabilization Force (SFOR) Generalmajor Virgil L. Packett II., nach dem Kommandeurwechsel am 5. Oktober 2004 unter dem amerikanischen Brigadegeneral Steven P. Schook. Anfang 2005 übernahm er Amt und Kommando als General der Heeresflugabwehr und Kommandeur der Heeresflugabwehrschule in Rendsburg von Brigadegeneral Dieter Schuster. Im Oktober 2007 begründete er in Fort Bliss im texanischen El Paso zusammen mit dem kommandierenden General der amerikanischen Flugabwehr, Generalmajor Robert P. Lennox, eine Patenschaft zwischen beiden Truppenteilen. Köpke wurde am 28. November 2007 vom Kommandeur Heeresschulen und stellvertretenden Amtschef des Heeresamtes, Brigadegeneral Dieter Schuster, von Amt und Kommando entbunden und die Heeresflugabwehrschule außer Dienst gestellt. Sein bisheriger Stellvertreter, Oberst i. G. Klaus Kuhlen, wurde am gleichen Tag erster Kommandeur der Nachfolgeorganisation Ausbildungszentrum Heeresflugabwehrtruppe und General der Heeresflugabwehrtruppe.
Am 4. Dezember 2007 übernahm Köpke den Dienstposten des Chef des Stabes im Heeresamt in Köln von seinem Vorgänger Brigadegeneral Hans-Werner Fritz. Von diesem Dienstposten wurde er am 2. Mai 2011 entbunden, um wenige Tage später ins ISAF-Hauptquartier im afghanischen Kabul zunächst als Deputy Chief of Staff Strategic Partnering und von Dezember 2011 bis Mai 2012 als Deputy Chief of Staff for Resources zu wechseln. Mit Antritt seines Dienstes im ISAF-Hauptquartier wurde Köpke zum Generalmajor ernannt.
Zurück in Deutschland übernahm Köpke zum 1. Oktober 2012 den Posten des Chef des Stabes im neuaufgestellten Kommando Heer. Am 13. November 2014 übernahm der die Führung des Amts für Heeresentwicklung, nachdem er am 27. Oktober 2014 die Dienstgeschäfte als Chef des Stabes im Kommando Heer an Brigadegeneral Alfons Mais übergeben hatte.

## Sonstiges
Köpke ist seit 1. Oktober 2017 Präsident des Förderkreises Deutsches Heer als Nachfolger von Generalleutnant a. D. Roland Kather. Er ist zudem Mitglied im Präsidium der Deutschen Gesellschaft für Wehrtechnik (DWT). Er ist außerdem Initiator und Gründungsmitglied der Gemeinschaft der Heeresflugabwehrtruppe e. V., deren Präsident er seit September 2016 ist, sowie Gründungsmitglied der Gemeinschaft evangelischer Soldaten (GES).

## Privates
Köpke lebt in der Nähe von Bonn. Er ist evangelisch und verheiratet. In seiner Freizeit beschäftigt er sich mit Politik, Wehrgeschichte und Sport. Ursprünglich strebte er ein Studium für Gymnasiallehramt Physik und Sport an.

## Auszeichnungen
- Army Commendation Medal (US) (1994)
- Ehrenkreuz der Bundeswehr in Gold (1994)
- Meritorious Service Medal (US) (1994)
- SFOR Einsatzmedaille der Bundeswehr (2004)
- SFOR NATO-Medaille (2004)
- ISAF Einsatzmedaille der Bundeswehr (2012)
- ISAF NATO-Medaille (2012)
- Non Article 5 Medal (NATO) (2004)